# Anna-Christine Rhode-Jüchtern
Anna-Christine Rhode-Jüchtern (* 1944 in Cattenstedt) ist eine deutsche Musikwissenschaftlerin und Autorin, außerdem ehemalige Dozentin am Oberstufen-Kolleg Bielefeld.

## Leben
Anna-Christine Rhode-Jüchtern (vormals Brade) promovierte 1971 in Göttingen. Von 1971 bis 1974 war sie Wissenschaftliche Mitarbeiterin am Johann-Sebastian-Bach-Institut, Göttingen, und von 1974 bis 1980 absolvierte sie ein Referendariat und Schuldienst an den Gesamtschulen Kierspe und Hagen/Nordrhein-Westfalen. Fast 30 Jahre, von 1980 bis 2009, war sie Akademische Oberrätin am Oberstufen-Kolleg Bielefeld der Universität Bielefeld, und prägte den dortigen Fachbereich Musik. 2009 habilitierte sie an der Universität Oldenburg. Zahlreiche Forschungsaufenthalte führten sie in die USA, nach Großbritannien, Österreich und Brasilien. Sie ist Gründungs- und Vorstandsmitglied der Internationalen Leo-Kestenberg-Gesellschaft (seit 2009). Rhode-Jüchtern schrieb die erste und bisher einzige Monographie über die Berliner Komponistin und Musikpädagogin Charlotte Schlesinger, die auf Grund der Verfolgung im Dritten Reich erst nach Kiew, Prag und London, und später langfristig in die USA emigrierte. 2021 veröffentlichte sie ein Buch über ihre Forschungen zur Reformpädagogin Maria Leo und deren Pionierarbeit in der Professionalisierung privater Musiklehrerinnen zu Beginn des 20. Jahrhunderts.

## Arbeitsschwerpunkte
Ihre Arbeitsschwerpunkte sind Musikerziehung, die Kestenberg-Reform, die Erforschung von Komponistinnen und Musikpädagoginnen, und Rechtsrock.

## Auszeichnungen
- 2004 Auszeichnung des Projektes „Europa – Heimat und Fremde“ durch das Kultusministerium NRW
- 2006 Auszeichnung des Projektes „Europa – Heimat und Fremde“ durch den Stifterverband für die Deutsche Wissenschaft
- 2007 Auszeichnung Deutscher Lehrerpreis, Pisagoras

## Veröffentlichungen
Monographien:
- Rhode-Jüchtern, Anna Christine (2021), Maria Leo (1873–1942). Pionierin einer neuen Musikpädagogik, Olms, Hildesheim 2021, 446 S., ISBN 978-3-487-16050-4[4]
- Rhode-Jüchtern, Anna Christine (2008), Schrekers ungleiche Töchter. Grete von Zieritz und Charlotte Schlesinger in NS-Zeit und Exil, Studio-Verlag, Sinzig, 447 S. (Habilitationsschrift)
- Echolos: Klangwelten verfolgter Musikerinnen in der NS-Zeit, Anna-Christine Rhode-Jüchtern und Maria Kublitz-Kramer, 2004, ISBN 3-89528-433-5[5]

Aufsätze:
- Christine Rhode-Jüchtern, „Arrived!... I am ‚back home‘. At the moment I am only overwhelmed!“ Exil-Erfahrungen von Zugehörigkeit und Fremdheit . Charlotte Schlesinger (1909–1976). In: Die Tonkunst. Magazin für klassische Musik und Musikwissenschaft, Januar 2018, S. 14–22.
- Christine Rhode-Jüchtern, Hand in Hand als einziges Ziel eine gediegene musikalische Bildung. Die Konzeption einer „sich ergänzenden musikalischen Erziehung in Schule und Haus“ von Maria Leo (1873–1942). In: Üben & Musizieren, 2_17, S. 40–42.
- Christine Rhode-Jüchtern, "Die ‚Musikerziehungsidee‘ von Leo Kestenberg (1882–1962). Zur Aktualität seines Reformkonzeptes für die musikalische Bildung". In: Leo Kestenberg und musikalische Bildung in Europa, hg. v. Damien Sagrillo, Alain Nitschké u. Friedhelm Brusniak. In: Würzburger Hefte zur Musikpädagogik, hg. v. Friedhelm Brusniak, Vol. 8, 2016, S. 13–62.
- Christine Rhode-Jüchtern, „There were music textbooks published in the East which were certainly the best that ever existed“ – traces of an undiscovered reception of Kestenberg from the immediate post-war period in the SovietZone/GDR. In: Music education in Continuity and Breakthrough: Historical prospects and current references in a European Context. Proceedings of the International conference Słupsk, Poland, October 16–18, 2014, edited by Jaroslaw Chacinsky, Friedhelm Brusniak, Słupsk 2016, S. 233–246.
- Rhode-Jüchtern, A.C. (2016), Die „Musikerziehungsidee“ von Leo Kestenberg. Zur Aktualität seines Reformkonzeptes für die musikalische Bildung, in: Damien Sagrillo, Alain Nitschké und Friedhelm Brusniak, Leo Kestenberg und die musikalische Bildung in Europa. Würzburger Hefte zur Musikpädagogik, hg. v. Friedhelm Brusniak. Vol. 8., Margraf Publishers GmbH, S. 13–62.
- Rhode-Jüchtern, A.C u. Holger Wiewel (2012), „RechtsRock – Hass und Rassismus auf’s Ohr“ – Projekt am Oberstufen-Kolleg der Universität Bielefeld, in: Jupp Asdonk, Dagmar Buchwald, Lutz Havemann, Uwe Horst, Bernd J.Wagner (Hg.):  „Es waren doch unsere Nachbarn!“ Deportationen in Ostwestfalen-Lippe 1941–1945. Bielefelder Beiträge zur Stadt- und Regionalgeschichte 24. Bielefeld, S. 260–266.
- Rhode-Jüchtern, A.C. (2011), Ethel Smyth in Ägypten, in: Freia Hoffmann (Hg.), Reiseberichte von Musikerinnen des 19. Jahrhunderts. Quellentexte, Biographien, Kommentare. Georg Olms Verlag, Hildesheim, S. 297–318.
- Rhode-Jüchtern, A.C. (2009), „Morgen, morgen wird es besser sein.“ Ein Porträt der Komponistin und Musikpädagogin Charlotte Schlesinger (1909–1976), in: musica reanimata –Mitteilungen. Nr. 68, September, S. 7–19
- Rhode-Jüchtern, A.C. (2009), Art. Charlotte Schlesinger, in: Lexikon verfolgter Musiker und Musikerinnen der NS-Zeit. Universität Hamburg.[6]
- Rhode-Jüchtern, A.C. (2008), Die „Kestenbergianerinnen“. Eine vergessene Gruppe innovativer Berliner Musikpädagoginnen, in: Susanne Fontaine, Ulrich Mahlert, Dietmar Schenk, Theda Weber-Lucks (Hg.), Leo Kestenberg. Musikpädagoge und Musikpolitiker in Berlin, Prag und Tel Aviv. Rombach Verlag, Freiburg i.Br., S. 119–144.
- Rhode-Jüchtern, A.C. (2008), Art. Maria Leo., in: Lexikon verfolgter Musiker und Musikerinnen der NS-Zeit. Universität Hamburg.
- Rhode-Jüchtern, A.C., (2005), Charlotte Schlesinger. In: Dietmar Schenk, Markus Böggemann u. Rainer Cadenbach (Hg.), Franz Schrekers Schüler in Berlin. Biographische Beiträge und Dokumente, Schriften aus dem UdK-Archiv, hg. v. Dietmar Schenk, Bd. 8, Universität der Künste, Berlin, S. 109–115.

(veröffentlicht unter dem Namen Brade:)
- Brade, A.C., Frieda Loebenstein (1999). In: W. Rathert u. D. Schenk (Hg.), Pianisten in Berlin. Klavierspiel und Klavierausbildung seit dem 19. Jahrhundert. Schriften aus dem HdK Archiv, hg. v. Dietmar Schenk, Bd. 3, Universität der Künste, Berlin
- Brade, A.C. (1998), BDM-Identität zwischen Kampflied und Wiegenlied. Eine Betrachtung des Repertoires im BDM-Liederbuch „Wir Mädel singen“, in: G. Niedlatt und G. Broderick (Hg.), Lieder in Politik und Alltag des Nationalsozialismus, Verlag Peter Lang, Frankfurt
- Brade, A.C. (1997), Für mich war Morrison wie neu. Eine Lehrerin nähert sich dem Ideal ihrer Schüler, in: Stars-Idole-Vorbilder. Jahresheft des Friedrich Verlags, Seelze. S. 112–113.
- Brade, A.C. (1996), Der Kampftanz Capoeira – ein Zeugnis afrobrasilianischer Identität. Rezeptionsgeschichte brasilianischer Musik in Musikwissenschaft und Musikpädagogik, in: IKA – Zeitschrift für Kulturaustausch und Kulturkalender „Dritte Welt“, Nr. 53/54, S. 35–41.
- Brade, A.C. (1993), Wagners Trauma – Kundry, Urteufelin, Höllenrose „Jüdin“, in: Mit unserer eigenen Stimme sprechen. Frauen und Mädchen in Schule und Weiterbildung. Dokumentation einer Fachtagung des Landesinstituts für Schule und Weiterbildung, Soest, S. 14–35; wiederholt gesendet als Musik-Feature in WDR III.
- Brade, A.C. (1986), Die Verfolgung und Vernichtung jüdischer Bürger am Beispiel der protestantischen Kleinstadt Herford, in: J. Meynert/A. Klönne (Hg.), Verdrängte Geschichte. Verfolgung und Vernichtung in Ostwestfalen 1933-1945. Verlag für Regionalgeschichte, Bielefeld, S. 35–50